# Chilevisión
Chilevisión és un canal de televisió xilè gratuït. És la tercera cadena de televisió xilena més antiga, propietat de WarnerMedia Llatinoamèrica. Fundada per la Universitat de Xile, aquesta institució educativa va vendre un percentatge important del seu canal de televisió a Venevisión, canviant el seu nom a Chilevisión. Posteriorment es va vendre a Claxson Interactive Group i després a l'inversor i president xilè Sebastián Piñera.
El 28 d'agost de 2010, es va anunciar que Turner Broadcasting System Llatinoamèrica havia arribat a un acord per comprar-lo. Aquests actius no inclouen la freqüència del canal de televisió analògic que encara és propietat de la Universitat de Xile i que s'utilitza sota un esquema d'usdefruit de pagament, similar a un contracte d'arrendament. Aquest contracte va caducar el 2018 i només afectava les freqüències analògiques que feia servir l'estació. La venda es va completar el 6 d'octubre de 2010.